# Zigarettenfabrik Karasi
Die Zigarettenfabrik Karasi, auch Karasi, Cigarettenfabrik GmbH zeitweilig auch Cigarettenfabrik Karasi G.m.b.H war ein deutscher Produzent von Tabakwaren.

## Geschichte
Das Unternehmen wurde in der späten Gründerzeit des Deutschen Kaiserreichs am 17. Juni 1901 von dem Fabrikanten Georg Bodenstab gegründet und befand sich anfangs in der Warstraße in der Nordstadt von Hannover. Obwohl die Konkurrenz schon zu der Zeit stark auf dem Markt vertreten war, produzierte die Karasi-Fabrik gleich zu Beginn mit drei Handarbeiterinnen. Schon nach einem Jahr hatte sich die Mitarbeiterzahl auf 30 verzehnfacht.
Hergestellt wurden vor allem Zigaretten mit Tabaken aus dem Orient; insbesondere der Absatz der Marke „Golf“ oder „Karasi-Golf“ entwickelte sich sehr erfolgreich.
1911 begann das Unternehmen mit dem allmählichen Übergang zur maschinellen Herstellung ihrer Produkte. So konnten im Jahr 1925 mittels einer einzigen Zigarettenmaschine des Typs Excelsior-Rapid beispielsweise bis zu 400.000 Zigaretten täglich produziert werden; für die gleiche Menge hätten bei der ursprünglichen Produktion in Handarbeit bis zu 350 Arbeiter beschäftigt werden müssen.
Nach mehreren Verlagerungen wurde die Fabrik schließlich in die Gustav-Adolf-Straße 22 verlegt.
Während der Luftangriffe auf Hannover im Zweiten Weltkrieg wurde die Zigarettenfabrik durch Fliegerbomben zerstört. Erst nach der Gründung der Bundesrepublik Deutschland konnte die Karasi, Cigarettenfabrik GmbH ihren Betrieb wieder aufnehmen, diesmal zunächst nur in einer Baracke in Letter, jedoch von Anfang an mit 50 Beschäftigten. Neben anderen Marken wurden wieder vor allem die Golf-Zigaretten hergestellt.
1955 wurde das Unternehmen geschlossen.